# Nogent-sur-Loir
Nogent-sur-Loir is een gemeente in het Franse departement Sarthe (regio Pays de la Loire) en telt 355 inwoners (2004). De plaats maakt deel uit van het arrondissement La Flèche.

## Geografie
De oppervlakte van Nogent-sur-Loir bedraagt 10,7 km², de bevolkingsdichtheid is 33,2 inwoners per km².
De onderstaande kaart toont de ligging van Nogent-sur-Loir met de belangrijkste infrastructuur en aangrenzende gemeenten.

## Demografie
Onderstaande figuur toont het verloop van het inwonertal (bron: INSEE-tellingen).